# BuzzFeed
BuzzFeed é uma empresa norte-americana de mídia de notícias. Foi fundada em 2006 na cidade de Nova Iorque, como um laboratório viral por Jonah Peretti, a empresa cresceu mundialmente. A  empresa cobria uma variedade de tópicos, incluindo a política, DIY, animais e negócios. No final de 2011, o jornalista Ben Smith, do jornal Politico, foi contratado como editor chefe, visando expandir o site ao jornalismo sério, com reportagens longas, embora mantendo o conteúdo orientado para  entretenimento e diversão, tendo como uma das características o viés de esquerda política e pautas feministas.
No Brasil, o site foi inaugurado em português no dia 18 de outubro de 2013, e  encerrado no país em julho de 2024.

## História

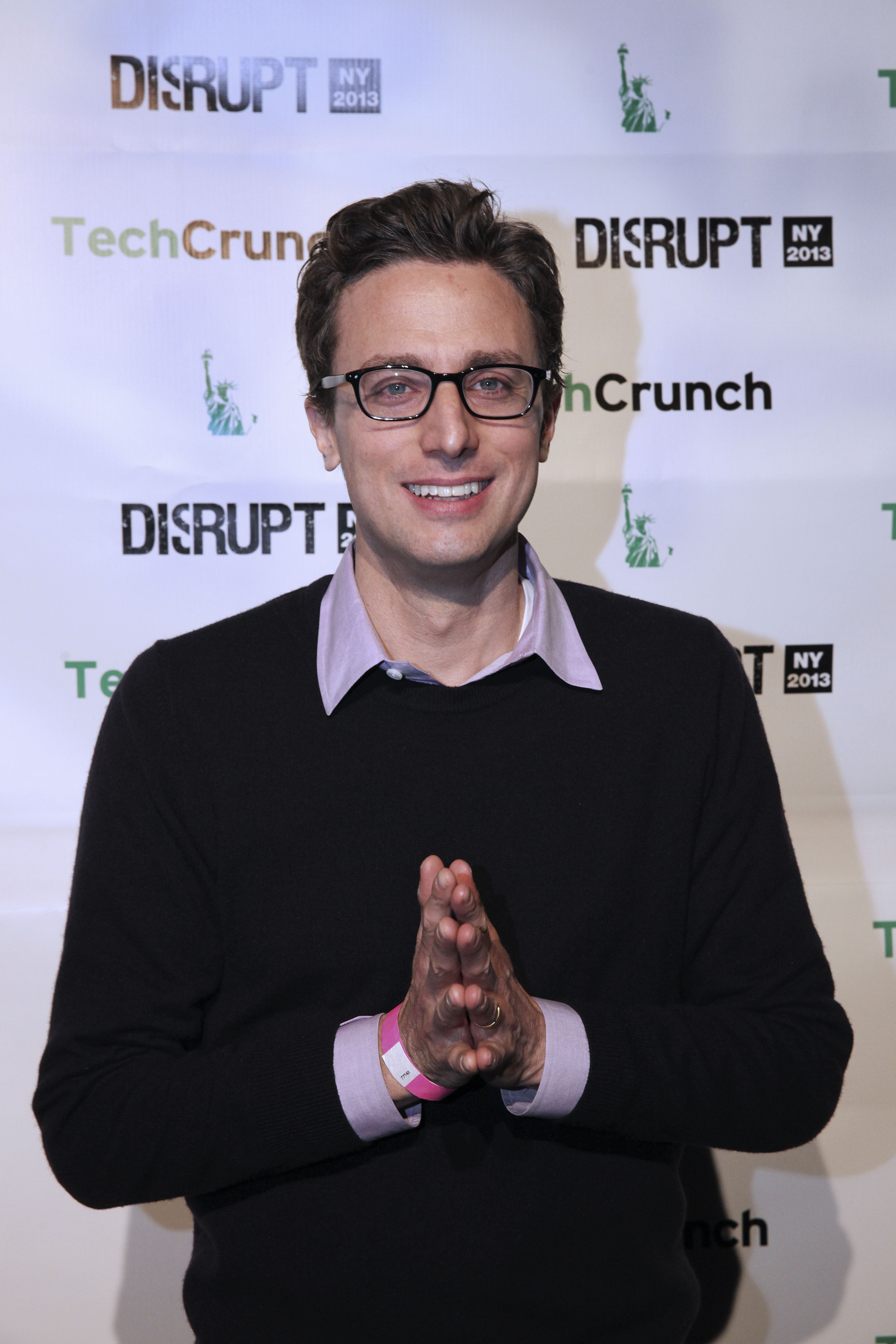
O fundador do BuzzFeed, Jonah Peretti, em novembro de 2006.

Inicialmente, o “BuzzFeed Labs” foi criado pelos editores do BuzzFeed  para testar, rastrear e criar o conteúdo viral na Internet. Sem nenhuma agenda de lançamento, os projetos anteriores eram realizados esporadicamente. Tais projetos incluíam: tentar quebrar uma garrafa de cerveja ao meio, para usá-la como canivete em uma briga de bar; jornalismo cidadão investigando um incêndio na Ponte de Manhattan; a criação de uma bebida energética de malte, usando cerveja e uma lata de Red Bull.[carece de fontes?]

### Financiamento
Em agosto de 2014, o BuzzFeed arrecadou $ 50 milhões da empresa de capital de risco Andreessen Horowitz, mais do que as rodadas duplicadas anteriores  de financiamento. O site teria sido avaliado em cerca de $ 850 milhões por Andreessen Horowitz. O BuzzFeed gera a sua receita de publicidade através de publicidade nativa, que corresponde ao seu próprio conteúdo editorial e não depende de anúncios em banners.

### Aquisições
A primeira aquisição do Buzzfeed aconteceu em 2012, quando a empresa comprou o Kingfish Labs, uma empresa iniciante focada na otimização de anúncios do Facebook.
Em 28 de outubro de 2014, o Buzzfeed anunciou a sua próxima aquisição, a Torando Labs. A equipe da Torando viria a se tornar primeira equipe de engenharia de dados do Buzzfeed.

## Reformulação Global
Em janeiro de 2019, o grupo inicia uma mudança global, colocando o foco em conteúdos diferentes dos anteriores. Como parte da mudança, alguns escritórios como o do Espanha são fechados e o conteúdo local desativado. No Brasil, a empresa reduziu em 40% o quadro de funcionários, incluindo redatores e jornalistas, e diminuindo em 50% as postagens e conteúdos do portal.
No Brasil, em abril de 2021, a empresa anunciou Fernando Oliveira, popularmente conhecido como Fefito, como diretor de redação no país.

## Críticas

### Campanha contra Donald Trump
Durante a campanha presidencial de Donald Trump, o site publicou um documento de 35 páginas não comprovadas sobre uma tentativa russa de prejudicá-lo, o que gerou críticas do presidente dos Estados Unidos. Segundo o jornal brasileiro Gazeta do Povo, muitos jornalistas consideraram Trump como correto em sua atitude. O site ressaltou que quando Trump critica algum meio de comunicação, há uma campanha de jornalistas para apoiá-lo. Segundo o site brasileiro, não houve mobilização quando Trump chamou o BuzzFeed de uma pilha falida de lixo. A vice-presidente do Instituto Poynter, em sua coluna no The New York Times, disse que o BuzzFeed deixou que Trump colocasse uma sombra de dúvida em todo o jornalismo. Outros colunistas americanos também criticaram o site.

### Reportagem sobre Trump e advogado
A versão americana do BuzzFeed publicou uma reportagem que acusa Trump de pedir ao seu ex-advogado, Michael Cohan, que mentisse em depoimento ao Congresso dos Estados Unidos sobre a suposta interferência russa nas eleições americanas. O gabinete do procurador especial americano, Robert Mueller, responsável pelas investigações da suposta interferência russa, considerou a reportagem como imprecisa. O Estadão classificou o pronunciamento como raro, dizendo a equipe do procurador não tem o costume de se pronunciar. Trump comentou a declaração dizendo que as notícias falsas são inimigas do povo.